# Miroslav Halm
Miroslav Halm   (Moravská Třebová, 30 de maig de 1947) és un antic pilot de motocròs txec de renom internacional durant la dècada del 1970. Participant assidu al Campionat del Món de motocròs de 250cc, la seva millor temporada fou la del 1974, quan guanyà el Gran Premi de Txecoslovàquia, disputat a Holice el 5 de maig. A banda, durant la seva carrera guanyà quatre Campionats de Txecoslovàquia de motocròs i formà part en diverses edicions de la selecció txecoslovaca al Motocross des Nations.
Conegut familiarment com a Mirek, Halm va començar a competir amb la generació de grans pilots txecs de mitjan dècada del 1960, amb rivals de la talla de Petr Dobrý, Karel Konecný, Ivan Poláš o Jiří Stodůlka. Fou durant la dècada següent que aconseguí els seus majors èxits al costat de la jove generació de pilots formats al club Dukla de Praga, representada entre d'altres per Jaroslav Falta, Jiří Churavý, Zdeněk Velký i Antonín Baborovský.

## Resum biogràfic
A la tardor de 1965, el diari del centre de preparació de pilots de Vimperk (Prachatice) publicà un breu reportatge sobre dos joves talents txecs: František Zelenka de Praga i Miroslav Halm de Moravská Třebová. El 1966, Halm va començar a participar al Campionat de Txecoslovàquia i a la tardor es va incorporar al servei militar, enquadrat al club Dukla de Praga, on seguí preparant-se a les ordres de l'entrenador František Helikar. Després d'algunes temporades sense gaire resultats, el 1969 va començar el campionat guanyant la primera cursa a Ledeč nad Sázavou (Havlíčkův Brod) i va continuar imbatut fins a guanyar el seu primer títol de Campió de Txecoslovàquia. Aquell any ja va debutar al Mundial tot participant en algun Gran Premi.
La temporada de 1970 va tenir un fort rival al Campionat de Txecoslovàquia, un jove Jaroslav Falta de 18 anys, però al mundial de 250cc aconseguí acabar en cinquena posició final. Des d'aleshores i fins al 1974, va acabar sempre el mundial entre els deu primers classificats, tret de la temporada de 1973. Durant la seva època d'activitat, va viatjar arreu del món per a participar en competicions internacionals i per a impartir alhora cursets de pilotatge en aquells països on el motocròs s'estava introduint. Va ensenyar les tècniques del motocròs a nombrosos pilots dels EUA, Cuba i altres països de l'Amèrica del sud.
Mirek Halm tenia bons coneixement tècnics i sovint treballava en la millora del rendiment de les seves motocicletes. Fou, per exemple, un dels primers a intentar millorar l'elevació i la progressivitat de la suspensió posterior tot reduint-ne la inclinació.
Durant la dècada del 1980, Halm començà a competir amb motos estrangeres, però ja no a escala internacional. Un cop retirat de la competició, va seguir vinculat al motocròs: fou membre del comitè esportiu del Autoklub České Republiky (AČR, federació txeca de motociclisme) i segueix hores d'ara assistint com a espectador a les curses, on sovint hi és un convidat d'honor.

### Actualitat
El 2016, Mirek Halm seguia mantenint la seva afició i era habitual veure'l com a espectador als nombrosos esdeveniments de motocròs que se celebren a la República Txeca. Nostàlgic del seu temps, sovint es queixa que el motocròs actual s'ha allunyat de la filosofia de l'esforç i la dificultat que tenia aquest esport fins als 80, quan les curses duraven més de 45 minuts i se celebraven sota les condicions meteorològiques més adverses, amb circuits durs i plens de fang, pols i obstacles de tota mena.

## Palmarès al Campionat del Món
Font:
| Any  | Motocicleta | 500cc | 250cc |
| ---- | ----------- | ----- | ----- |
| 1969 | ČZ          | -     | 16è   |
| 1970 | ČZ          | 34è   | 5è    |
| 1971 | ČZ          | -     | 7è    |
| 1972 | ČZ          | -     | 6è    |
| 1973 | ČZ          | -     | 21è   |
| 1974 | ČZ          | -     | 8è    |
| 1975 | ČZ          | -     | 15è   |
| 1976 | ČZ          | -     | 22è   |
| 1977 | ČZ          | -     | 29è   |